# Guglielmo Gribaldi Moffa di Lisio
Guglielmo Gribaldi Moffa di Lisio (Bra, 19 dicembre 1791 – Bra, 23 dicembre 1877) è stato un militare e politico italiano.
Fu ministro senza portafoglio nel Governo Casati. Fu eletto deputato nella I Legislatura del Regno di Sardegna e nuovamente dalla III alla VI.

## Biografia
Nacque a Bra il 19 dicembre 1791, figlio del conte Corrado, ufficiale del Reggimento provinciale di Asti, e di Cristina Adelaide Duc della Cassa.
Nel 1801 era allievo del collegio Tolomei di Siena, frequentato da altri figli di esuli piemontesi legati alla monarchia. Nel 1802, dopo la pubblicazione di un decreto che minacciava l'esproprio dei beni dei fuorusciti, suo padre ritornò in Piemonte mentre egli restò a Siena fino al 1806, quando un decreto imperiale proibì ai sudditi francesi (il Piemonte nel frattempo era stato annesso alla Francia) di fare studiare i figli all'estero. Rientrato in famiglia proseguì gli studi privatamente fino al 10 marzo 1809 quando entrò alla École spéciale militaire de Saint-Cyr dove rimase fino al 30 luglio dello stesso anno quando, grazie all'influenza dello zio Carlo Emanuele Alfieri di Sostegno, gran cerimoniere alla corte del principe Camillo Borghese, governatore generale dei dipartimenti al di là delle Alpi, ritornò a Torino nominato a paggio del principe.
Nell'agosto del 1810 fu nominato sottotenente e assegnato al 21º Reggimento dragoni, un reparto di origine piemontese. Fino all'aprile del 1811 rimase presso il deposito del reggimento a Belfort, e poi partì per la Spagna. Partecipò alla difesa di Fuengirola, in Andalusia, e poi alla battaglia di Vitoria (21 giugno 1813). Nel 1813, al rientro in Francia, a Saintes, il 22 luglio ottenne la promozione a tenente e poi destinato con il suo reggimento a operare contro gli alleati nella Francia orientale. Il 22 febbraio 1814 rimase ferito e venne catturato vicino a Troyes rimanendo prigioniero in Ungheria fino al termine delle ostilità. Nel mese di agosto si dimise dal servizio nell'Armée de terre francese e il 28 dicembre 1814 entrò nell'Armata sarda con il grado di sottotenente del Reggimento "Cavalleggeri del Re". Promosso poco dopo tenente, prese parte alla campagna del 1815 contro la Francia, partecipando alla presa di Grenoble (6 luglio 1915) e alla successiva occupazione di Lione.
Sul finire di quell'anno fu promosso capitano e in forza al Reggimento "Cavalleggeri del Re" di stanza prima a Vercelli e poi a Pinerolo, entrò in contatto con l'ambiente liberale piemontese legato alla carboneria, a cui aderivano per lo più giovani formatisi nel periodo napoleonico e quindi insofferenti del clima della Restaurazione. Probabilmente aveva aderito all'Associazione dei federati italiani, e seppe accattivarsi la simpatia dei suoi soldati, interessandosi in ogni circostanza alle loro necessità e propagandando, attraverso l'esempio, le proprie idee.
La sua condotta non sfuggì ai suoi superiori, ma egli evitò le ritorsioni ribadendo sua fedeltà alla monarchia, e fu mandato in missione militare in Germania su richiesta dell'Ispettore della cavalleria Alessandro de Rege di Gifflenga. Tale missione fu poi annullata. Come uno dei massimi esponenti del movimento costituzionale e antiaustriaco, fu uno dei quattro congiurati che il 6 marzo 1821 si incontrarono a palazzo Carignano con il principe Carlo Alberto avvertendolo dell'imminente pronunciamento e chiedendo la concessione di una costituzione e l'inizio della guerra con l'Impero d'Austria.
La preparazione dell'insurrezione, che era stata sospesa a causa delle incertezze manifestate dal principe Carlo Alberto, riprese poco dopo tra contrattempi ed equivoci.  Portatosi a Pinerolo, arringò i suoi soldati affermando che gli austriaci stavano per invadere il Piemonte, e uscì dal presidio insieme a 300 cavalleggeri. Il 10 marzo si portò con Santorre de Rossi conte di Santarosa a Carmagnola, dove diede alle stampe un manifesto in cui si dichiarava che ci si doveva allontanare dalle norme della subordinazione per la suprema salvezza della Patria. Il 12 marzo raggiunse Alessandria, che nel frattempo era insorta, e prestò giuramento alla già proclamata Costituzione spagnola del 1812.
Assunta la reggenza, il principe Carlo Alberto accettò la costituzione di Spagna e concesse una amnistia agli insorti che lui, che in quei giorni si spostava tra Torino, Casale e Alessandria, rifiutò. Quando il nuovo re, Carlo Felice, annullò le decisioni di Carlo Alberto, egli, promosso maggiore il 28 marzo, andò ad Alessandria, dove l'8 aprile combatte le truppe austriache fra Borgo Vercelli e il ponte sul fiume Sesia.
Con la restaurazione della monarchia assoluta raggiunse Genova, da dove si imbarcò l'11 aprile per Marsiglia e da lì proseguì per Ginevra dove rimase fino all'autunno del 1821, venendo raggiunto dalla notizia del processo tenutosi a suo carico il 19 luglio che si era concluso con la degradazione, la condanna a morte eseguita con l'impiccagione in effigie sulla porta di casa, la confisca dei beni e una assai più leggera condanna inflitta a suo padre.
In Svizzera vagò di villaggio in villaggio, visitò Friburgo, e poi, dato che da Vienna a da Torino giungevano pressioni sul governo elvetico affinché negasse agli esuli qualsiasi tipo di accoglienza, si trasferì a Parigi sotto il falso nome di Agostino Bounsard. La presenza a Parigi, come ambasciatore del Regno di Sardegna, di suo zio C.E. Alfieri favorì il suo soggiorno nel decennio successivo, che trascorse frequentando gli ambienti degli esuli moderati, dove spiccavano Carlo Emanuele dal Pozzo della Cisterna e Giacinto Provana di Collegno.
Quegli anni, in cui strinse amicizia con il filosofo Victor Cousin, furono per lui ferventi di studi e di letture, in special modo di carattere filosofico e religioso, contrassegnati da un ritorno alla fede. Rimanendo legato agli ideali del 1821 continuò a interessarsi di nascosto ai problemi dell'esercito piemontese, che egli prevedeva avrebbe giocato un ruolo importante nella futura riunificazione dell'Italia, per non precludersi la possibilità di un successivo rientro in Patria.
La salita al trono di Carlo Alberto nel 1831 non portò nessun cambiamento; ma l'anno dopo, ammalatosi gravemente suo padre, ottenne per tramite di C.E. Alfieri, divenuto gran ciambellano, l'autorizzazione dal Ministro dell'interno conte Antonio Tonduti de l'Escarène, a raggiungerlo viaggiando sotto falso nome e con il divieto di transitare per Torino. Lasciato Parigi ai primi di maggio, arrivò a Bra il giorno 15, quando il padre era già deceduto. Riuscì ad evitare di ripartire per la Francia e, seppure sottoposto a una stretta sorveglianza, chiese e ottenne l'autorizzazione a poter rimanere a Bra per mettere ordine negli affari della famiglia. A fine dell'anno, per l'intercessione dei parenti e per la buona condotta mantenuta, ottenne la revoca della condanna a morte, tramutata in esilio, e della confisca dei beni. In segno di gratitudine, nel marzo 1833 si offrì volontario, come aggregato al Reggimento "Piemonte", per partecipare alla spedizione sarda contro la reggenza di Tunisi. Al ritorno gli fu revocata anche la condanna all'esilio e venne autorizzato a muoversi liberamente nel Regno, salvo il recarsi troppo spesso a Torino. I successivi anni li trascorse s Bra, dove restaurò la casa di famiglia, raccogliendovi una ingente biblioteca, incentrata sulla Rivoluzione francese e sull'Impero, continuando a interessarsi dell'esercito, ma conducendo una vita ritirata, anche dopo che nel 1842 fu concessa un'amnistia per tutti i condannati del 1821.
Fu solo nel 1848, con la concessione dello statuto albertino e con l'inizio della prima guerra d'indipendenza italiana che venne reintegrato nell'esercito col grado di colonnello e chiamato a far parte dello stato maggiore della guardia civica (poi divenuta guardia nazionale), e nel maggio si presentò come candidato alla Camera dei deputati del Regno di Sardegna per i collegi di Bra e di Canale; fu eletto in entrambi e optò per il primo.
Preoccupato per l'impreparazione dell'Armata sarda e per la lentezza delle operazioni militari, il 2 giugno sollecitò in Parlamento l'adozione di nuovi ed energici provvedimenti per rafforzare l'esercito, anche arrivando alla mobilitazione della Guardia Nazionale. Nominato dal governo ministro residente "al campo" per controfirmare i provvedimenti del re, raggiunse Carlo Alberto a Codogno il 31 luglio, trovandovi una situazione, militare e politica, nel massimo disordine. Seguì Carlo Alberto nella battaglia davanti a Milano e si trovava con lui a palazzo Greppi, quando la folla tentò l'assalto, seguendolo infine a Vigevano e Alessandria. Qui rimase anche dopo la caduta del governo Casati, fino al 25 agosto, quando fu sostituito dal generale Gaspare Domenico Regis.
Nelle elezioni suppletive tenutesi nel mese di ottobre egli, che con la chiamata al governo Casati era decaduto dalla carica di Deputato, fu rieletto in Parlamento. Entro a far parte della commissione per l'esame del comportamento tenuto dai comandanti militari nel corso della precedente campagna militare e fu relatore dei progetti di legge sull'avanzamento degli ufficiali e sui battaglioni di istruzione. Alla caduta del gabinetto Perrone-Alfieri fu interpellato, senza risultato per la formazione di un nuovo governo, ma il momento non era favorevole ai moderati, come fu evidente alle elezioni del gennaio 1849, quando egli fu sconfitto nel proprio collegio elettorale. Fu invece rieletto nelle elezioni svoltesi nel luglio e dicembre 1849, del 1853 e del 1857, e sedette ininterrottamente, fino al suo scioglimento, nel Parlamento subalpino, del quale, dal dicembre 1855, fu anche vicepresidente. Fu membro della commissione d'inchiesta sulla campagna del 1849 e di quelle per il trattato commerciale con l'Austria, per la repressione del contrabbando e sulla libertà di stampa.
Cattolico convinto, infatti per questo votò contro il progetto di matrimonio civile proposto da Massimo d'Azeglio, nel decennio di preparazione sostenne gli esponenti dell'ala liberale moderata, dapprima d'Azeglio e poi il Conte di Cavour. Membro del Congresso consultivo permanente di guerra e aiutante generale del principe Eugenio di Carignano, comandante la Guardia Nazionale del Regno, in Parlamento sostenne la riforma di La Marmora sul servizio militare di leva. Favorevole all'intervento piemontese nella guerra di Crimea, lo fu ancora di più, nel 1859, allo scoppio della seconda guerra d'indipendenza italiana contro l'Austria a fianco della Francia e, nonostante le sue non buone condizioni di salute, andò a Oulx e a Susa per accogliere i primi contingenti dell'armata francese.
Con il completamento dell'Unità nazionale si ritirò a vita privata, impossibilitato a candidarsi al primo Parlamento del Regno d'Italia a causa di una grave malattia agli occhi che negli anni successivi lo rese quasi completamente cieco. Ritiratosi a Bra, continuò a interessarsi degli avvenimenti nazionali ed esteri, come risulta evidente dalla corrispondenza tenuta con i parenti e gli amici, questi ultimi ridotti al solo Emanuele d'Azeglio. Insignito della Medaglia ai benemeriti della Liberazione di Roma 1849-1870, si spense a Bra il 23 dicembre 1877. Fu commemorato presso la Camera e il Senato del Regno d'Italia.

### Annotazioni
1. ↑  Suo padre servì l'esercito fino alla vigilia dell'occupazione francese del 1796; restò ferito due volte e raggiunse, in seguito, il grado di maggiore generale. Rimasto fedele alla monarchia sabauda, il conte Corrado seguì il re nell'esilio in Toscana portando con sé la sua famiglia.
2. ↑  Gli altri erano Carlo di San Marzano, Santorre di Santarosa e Giacinto Collegno.
3. ↑  Egli era convinto che gran parte della responsabilità della sconfitta ricadesse sui generali.
4. ↑  Sulla sua decisione pesarono anche il quadro politico quasi totalmente mutato e l'abitudine a scrivere pressoché esclusivamente in lingua francese che, con il dialetto piemontese, gli erano assai più famigliari dell'italiano.

### Fonti
1. 1 2 3 4 5 6 7 8 9 10 11  Ilari, Shamà 2008, p. 270.
2. 1 2 3 4 5 6 7 8 9 10 11 12 13 14   Piero Crociani, Guglielmo Grabaldi Moffa conte di Lisio, in Dizionario biografico degli italiani, vol. 65, Roma, Istituto dell'Enciclopedia Italiana, 2005.
3. ↑  Manzone 1882, p. 7.
4. ↑  Manzone 1882, p. 11.
5. 1 2  Manzone 1882, p. 13.
6. ↑  Manzone 1882, p. 15.
7. 1 2  Manzone 1882, p. 16.
8. ↑  Manzone 1882, p. 17.
9. 1 2  Manzone 1882, p. 18.
10. ↑  Manzone 1882, p. 19.
11. ↑  Manzone 1882, p. 21.
12. ↑  Manzone 1882, pp. 21-22.
13. ↑  Manzone 1882, pp. 34-35.
14. ↑  Manzone 1882, p. 37.
15. ↑  Manzone 1882, pp. 39-40.
16. ↑  Manzone 1882, pp. 46-47.
17. ↑  Manzone 1882, pp. 53-54.
18. 1 2  Manzone 1882, p. 57.
19. ↑  Manzone 1882, pp. 59-60.
20. ↑  Manzone 1882, pp. 94-96.
21. ↑  Manzone 1882, p. 111.
22. ↑  Manzone 1882, p. 122.
23. ↑  Manzone 1882, p. 156.
24. ↑  Manzone 1882, p. 160.
25. ↑  Manzone 1882, p. 170.
26. ↑  Manzone 1882, p. 162.
27. ↑  Manzone 1882, p. 173.
28. ↑  Manzone 1882, p. 183.
29. ↑  Manzone 1882, p. 187.
30. ↑  Manzone 1882, p. 192.
31. ↑  Manzone 1882, p. 194.
32. ↑  Manzone 1882, p. 196.
33. ↑  Manzone 1882, p. 209.
34. ↑  Manzone 1882, pp. 210-215.
35. ↑  Manzone 1882, p. 230.
36. ↑  Manzone 1882, pp. 231-232.
37. ↑  Manzone 1882, p. 235.
38. ↑  Ilari, Shamà 2008, p. 424.
39. ↑  Manzone 1882, p. 268.
40. ↑  Manzone 1882, p. 270.
41. ↑  Manzone 1882, p. 272.
42. ↑  Manzone 1882, p. 273.
43. ↑  Manzone 1882, p. 276.
44. ↑  Manzone 1882, p. 277.